# František Bublan
František Bublan, né le 13 janvier 1951 à Třebíč, est un homme politique tchèque, ancien membre du parti social-démocrate tchèque (ČSSD).